# خرابه‌های شهر قدیم (کهنه شهر)
خرابه‌های شهر قدیم (کهنه شهر) مربوط به سدهٔ ۷ تا ۱۳ ه‍.ق است و در حومه سلماس واقع شده و این اثر در تاریخ ۱ فروردین ۱۳۴۷ با شمارهٔ ثبت ۸۰۹ به‌عنوان یکی از آثار ملی ایران به ثبت رسیده است.